# Камєнка (Багратіоновський район)
Камєнка (рос. Каменка) — селище Багратіоновського району, Калінінградської області Росії. Входить до складу Долгоруковського сільського поселення.
Населення — 9 осіб (2015 рік).

## Географія
Селище розташоване за 13 км від районного центру — міста Багратіоновська, 30 км від обласного центру — міста Калінінграда та 1099 км від Москви.

## Історія
Мало назву Крюккен до 1946 року.

## Населення
За даними перепису 2010 року, у селі мешкало 9 осіб, з них 5 (55,6 %) чоловіків та 4 (44,4 %) жінок. Згідно з переписом 2002 року, у селі мешкало 16 осіб, з них 8 чоловіків та 8 жінок.